# میخایلوفکا (شهرستان فیودوروفسکی، باشقیرستان)
میخایلوفکا (انگلیسی: Mikhaylovka, Fyodorovsky District, Republic of Bashkortostan) یک شهرک در شهرستان فیودوروفسکی استان باشقیرستان کشور روسیه است.